# Aironi Rugby
Aironi Rugby era un equip professional de rugbi a 15 italià comprenent els clubs de Rugby Viadana, Gran Parma Rugby, Rugby Parma i també els clubs de Colorno, Noceto, Reggio Emilia, Modena i de Mantova. Es va fundar el 2010 i participà en la Magners League el mateix any.